# L'Année épigraphique
L'Année épigraphique est une revue annuelle française d'épigraphie, créée en 1888 par René Cagnat.

## Historique
René Cagnat est alors professeur au Collège de France, titulaire de la chaire d'épigraphie et antiquités romaines. Il est assisté pour la création de la revue par Jean-Guillaume Feignon. La revue est d'abord liée à la Revue archéologique, jusqu'au numéro daté de 1964, puis est devenue une publication autonome des PUF bénéficiant d'une subvention du CNRS.

## Description
L'Année épigraphique (abrégée AE) recense les inscriptions découvertes chaque année concernant le monde romain, essentiellement en latin ou en grec, et parues dans les périodiques spécialisés en France et à l'étranger. Elle est d'abord diffusée par l'opérateur JSTOR, puis sur le portail Cairn.
La revue organise un colloque pour son premier centenaire, qui s'est tenu à Paris du 19 au 21 octobre 1988 et a fait l'objet d'une publication en 1990.

## Rédaction
Les anciens rédacteurs de la revue sont Alfred Merlin, Jean Gagé, Marcel Le Glay, Hans-Georg Pflaum, Pierre Wuilleumier et André Chastagnol. Depuis 1992, Mireille Corbier est directrice de la revue.